# Ударник (Нев'янський міський округ)
Уда́рник (рос. Ударник) — селище у складі Нев'янського міського округу Свердловської області.
Населення — 143 особи (2010, 148 у 2002).
Національний склад станом на 2002 рік: росіяни — 76 %.